# Abdij van Aldeneik

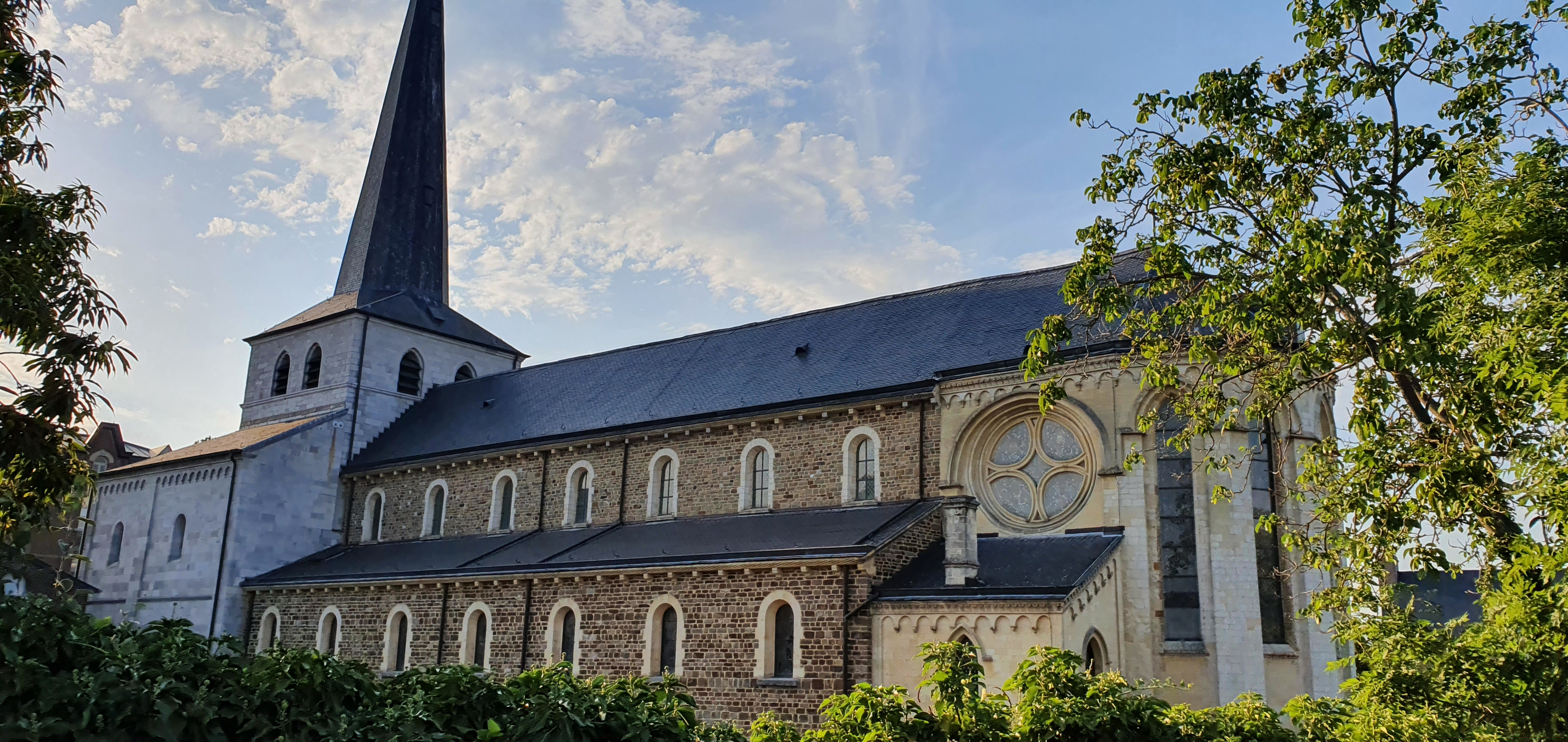
De St.-Annakerk

De Abdij van Aldeneik was een abdij in het Belgisch-Limburgse dorp Aldeneik. Met een stichtingsdatum van ±730, oorspronkelijk als vrouwenklooster, behoort ze tot de vroegste kerkelijke stichtingen in de Nederlanden. In 1571 werd de abdij verlaten, toen het kapittel verhuisde naar het naburige Maaseik. Tegenwoordig is de St.-Annakerk het enige overblijfsel van het abdijcomplex.

## Stichting van de rijksabdij, 700–900
Volgens de Vita sanctarum Relindis et Harlindis, geschreven na 850, werd het klooster gesticht door Adelardus, een machtige edelman binnen het Frankische Rijk. Hij stichtte het klooster ten gunste van zijn dochters Harlindis en Relindis, die de eerste abdissen zouden worden. De locatie werd mogelijk gekozen op aanwijzingen van de missionaris Willibrord, die in deze tijd meermaals in het Maasland op doortocht kwam. Waarschijnlijk leefde de kloostergemeenschap volgens de Regel van Benedictus. In 881-882 viel het klooster vermoedelijk ten prooi aan de Vikingen, die vanuit hun winterkamp te Asselt meerdere plundertochten over de Maas ondernamen. (Als een gevolg hiervan?) besloot men de houten gebouwen te vervangen door een stenen abdijcomplex in Karolingische stijl. Hiervan bestaan geen overblijfselen.
Het klooster was een rijksabdij: het bezat niet alleen kerkelijke rechten, maar ook wereldlijke macht. Als zodanig staat Echa ook opgesomd in het Verdrag van Meerssen (870). In de geschiedschrijving noemt men het gebied rond Echa ook 'het domein Kessenich-Eik', naar de belangrijkste plaatsen. In een poging om de 9e-eeuwse territoria in kaart te brengen, baseerden 20e-eeuwse historici zich op de kerkelijke grenzen, die ouder en stabieler waren dan de politieke grenzen. Betreft Aldeneik, merkte men op dat (Maas)Eik nog steeds de hoofdplaats van een kerkelijk district vormde: het 'dekenaat Eycke'. Bovendien verenigde dit district een groot aantal rijksvrije ministaatjes, waarvan de ontstaansreden onduidelijk was. Hieruit blijkt dat het 'dekenaat Eycke' de verderzetting van Echa is, toen dit haar wereldlijke macht verloor en op politiek vlak versnipperde.

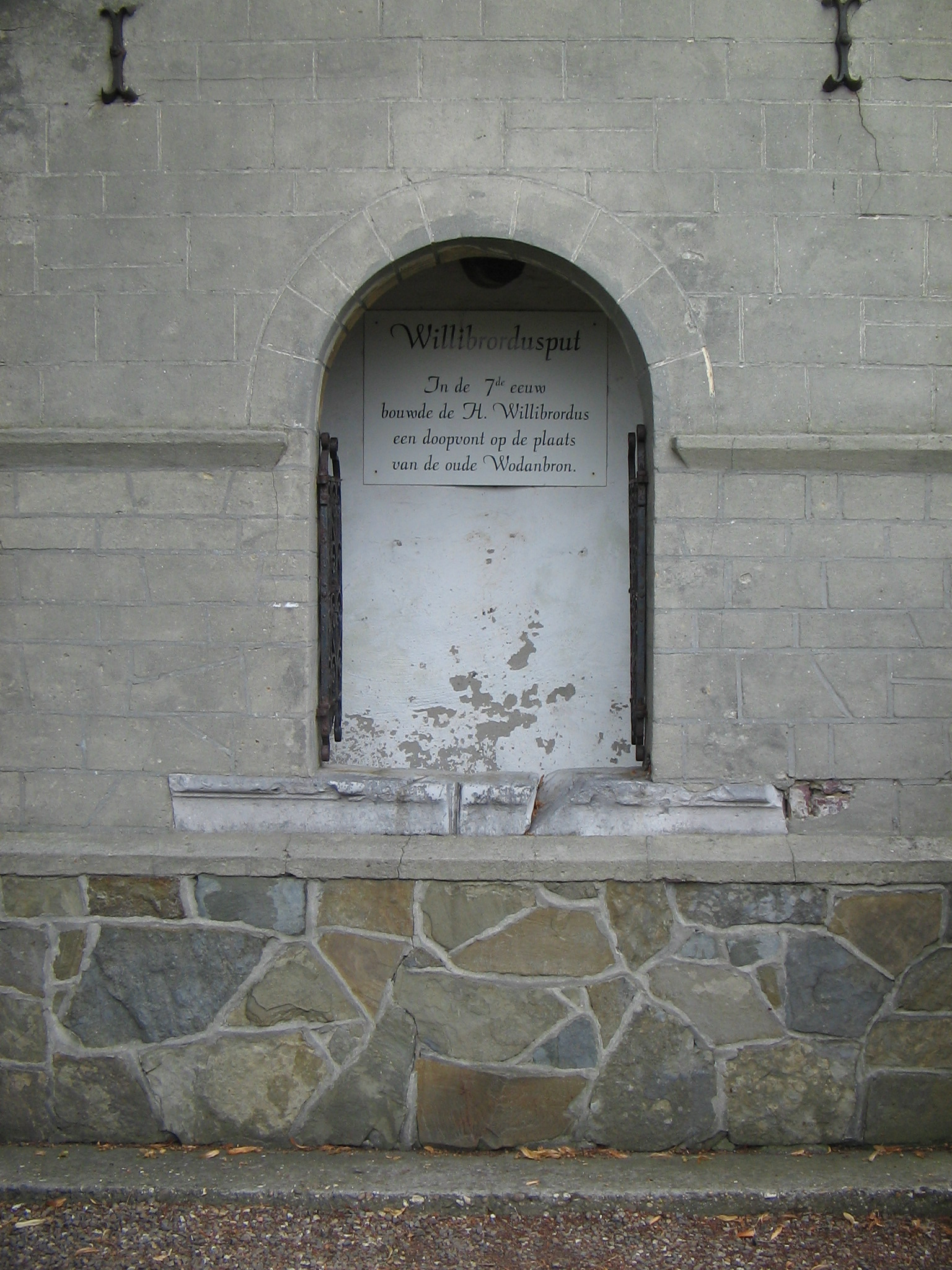
De Willibrordusput, voormalige doopput vernoemd naar Willibrord
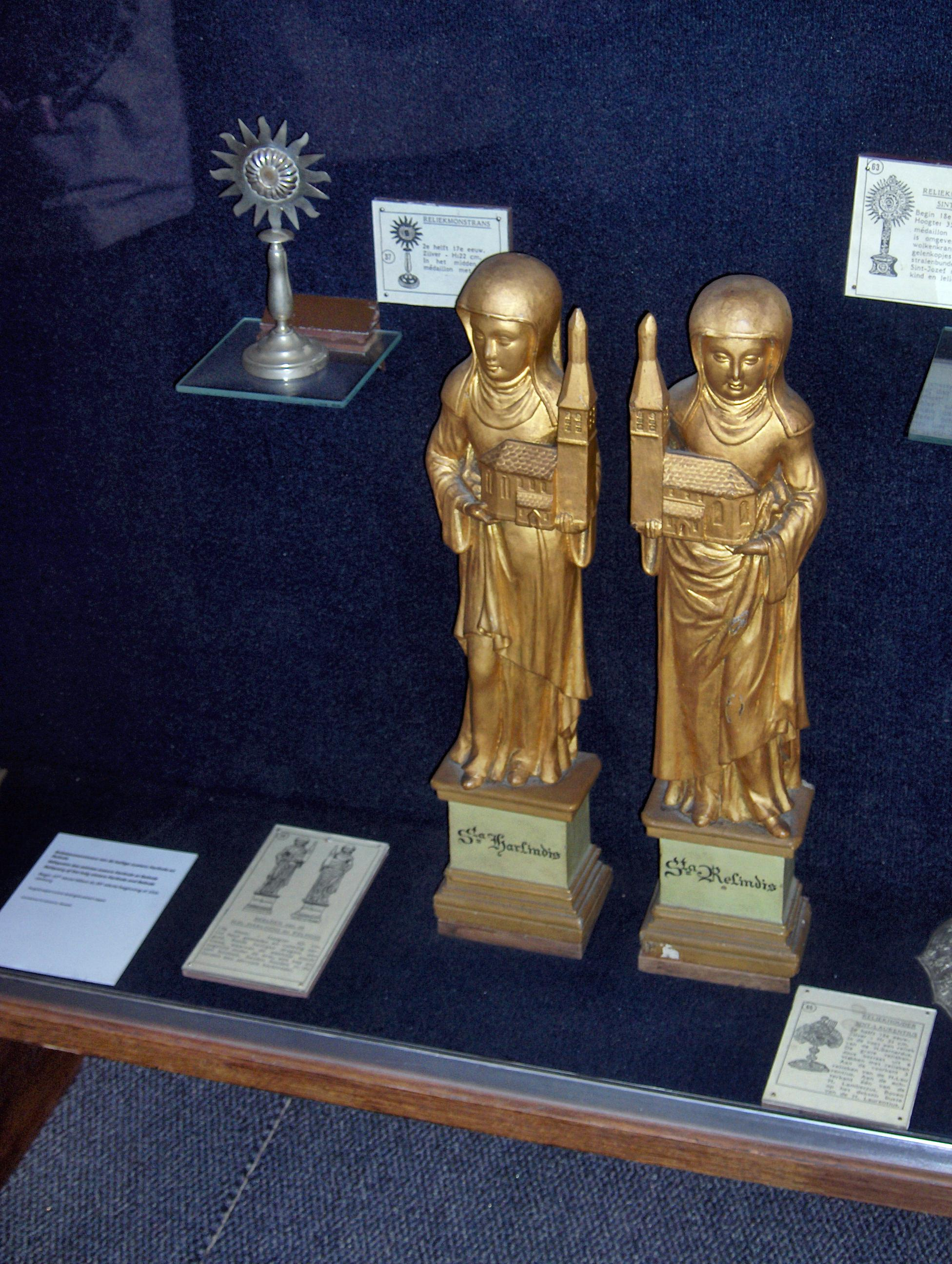
Houten beeldjes van Harlindis en Relindis

## Kessenich-Eik wordt opgeheven, 900–1000
Tegen 900 kregen veel rijksabdijen te lijden onder inmenging door plaatselijke machtshebbers. Vaak leidde dit tot de aanstelling van de zgn. lekenabten, abten die van buitenaf opgedrongen waren. Aldeneik viel toen misschien in handen van de familie der 'Reiniers', die ook de nabije Oppermaasgouw en de Haspengouw in bezit hadden. Toen de Reiniers verbannen werden, vielen hun gebieden aan koning Otto I (939).
In de jaren 940 schonk Otto I het domein Kessenich-Eik aan graaf Ansfried de Oudere. Vervolgens stond hij toe dat de plaats Casallum tot nieuwe hoofdplaats gekozen werd (950). Het kapittel in Aldeneik werd hierdoor teruggebracht tot een louter kerkelijke (of 'seculiere') instelling. Bovendien werd in dezelfde periode het vrouwenklooster opgeheven en vervangen door een abdij voor monniken. Het kapittel telde voortaan twaalf kanunniken.

## Bloeiperiode, 1000–1571
Op 4 juli 952 schonk koning Otto Eycke super fluvium Uotra aan het kapittel van Sint-Lambertus. Als dusdanig raakte Aldeneik nu verbonden aan het latere prinsbisdom Luik. De vazallen van Luik, Loon en Horn, werden later beleend met de voogdij over diverse kerkelijke bezittingen binnen het voormalige Kessenich-Eik. Hierdoor zouden deze dorpen uiteindelijk hun zelfstandigheid verliezen, ten gevolge van onrechtmatige toe-eigening (of 'usurpatie').
In de 12e en 13e eeuw onderging het abdijcomplex een grondige metamorfose. De abdijkerk (of 'munsterkerk') werd vervangen door een gebouw in romaanse stijl. De nieuwe abdijkerk werd toegewijd aan Onze-Lieve-Vrouw. Naast deze kerk verrees een parochiekerk, voor de inwoners van Aldeneik. Zij kreeg het patrocinium van de Heilige Pieter. De abdij maakte nu een bloeiperiode door, getuige ook de rijkelijke kerkschat (zie St.-Catharinakerk). In de 15e eeuw werd het koor van de munsterkerk herbouwd in gotiek.

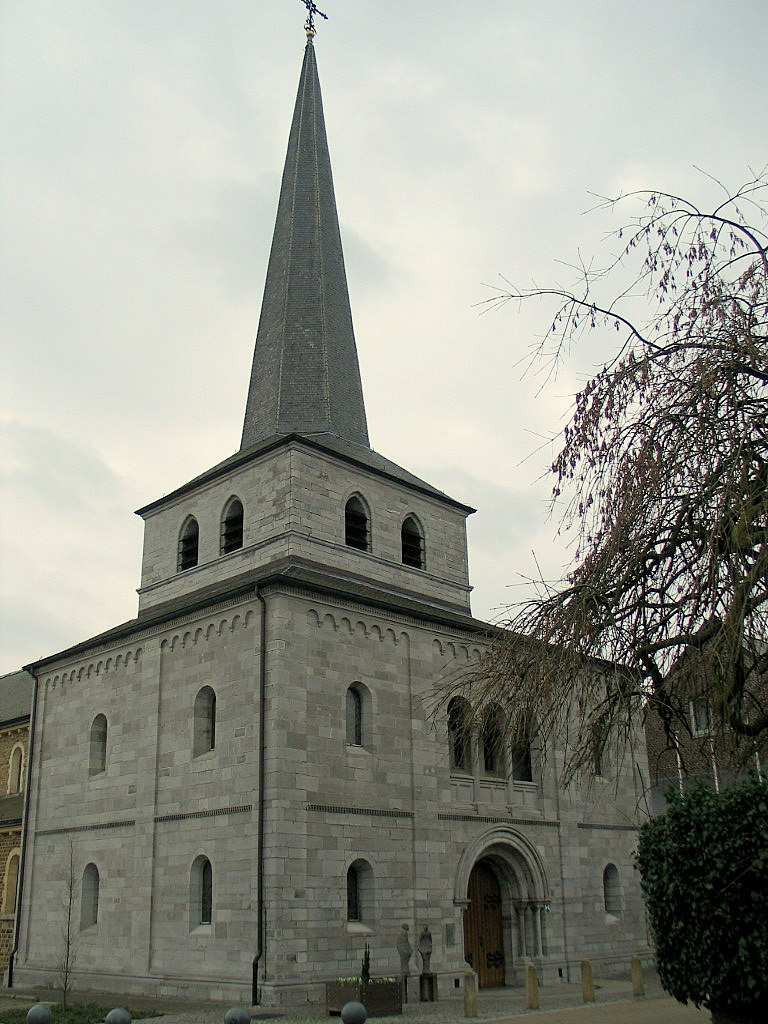
Toren van de O.L.V.-kerk, nu St.-Annakerk
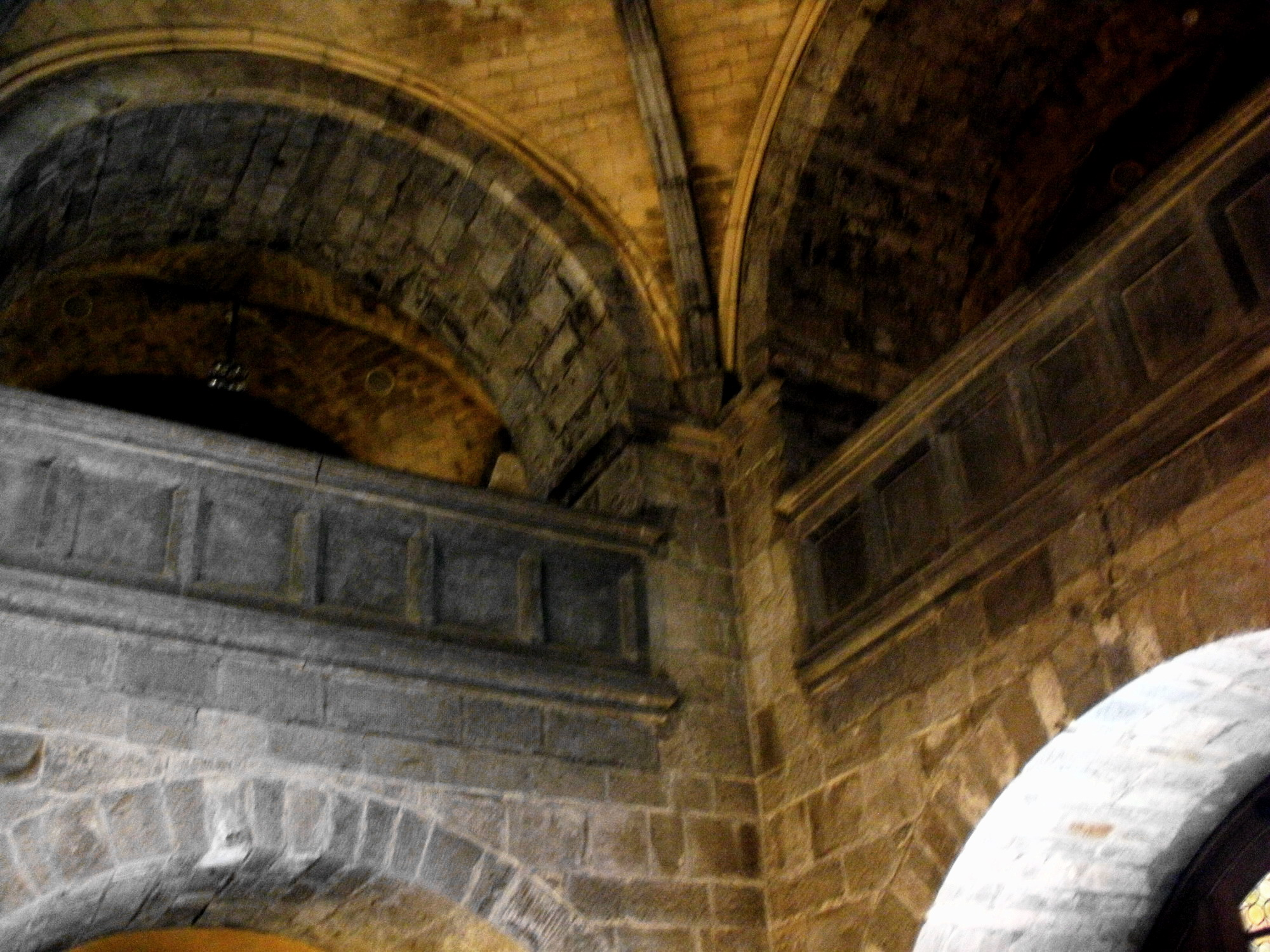
Bovenverdieping in de westbouw
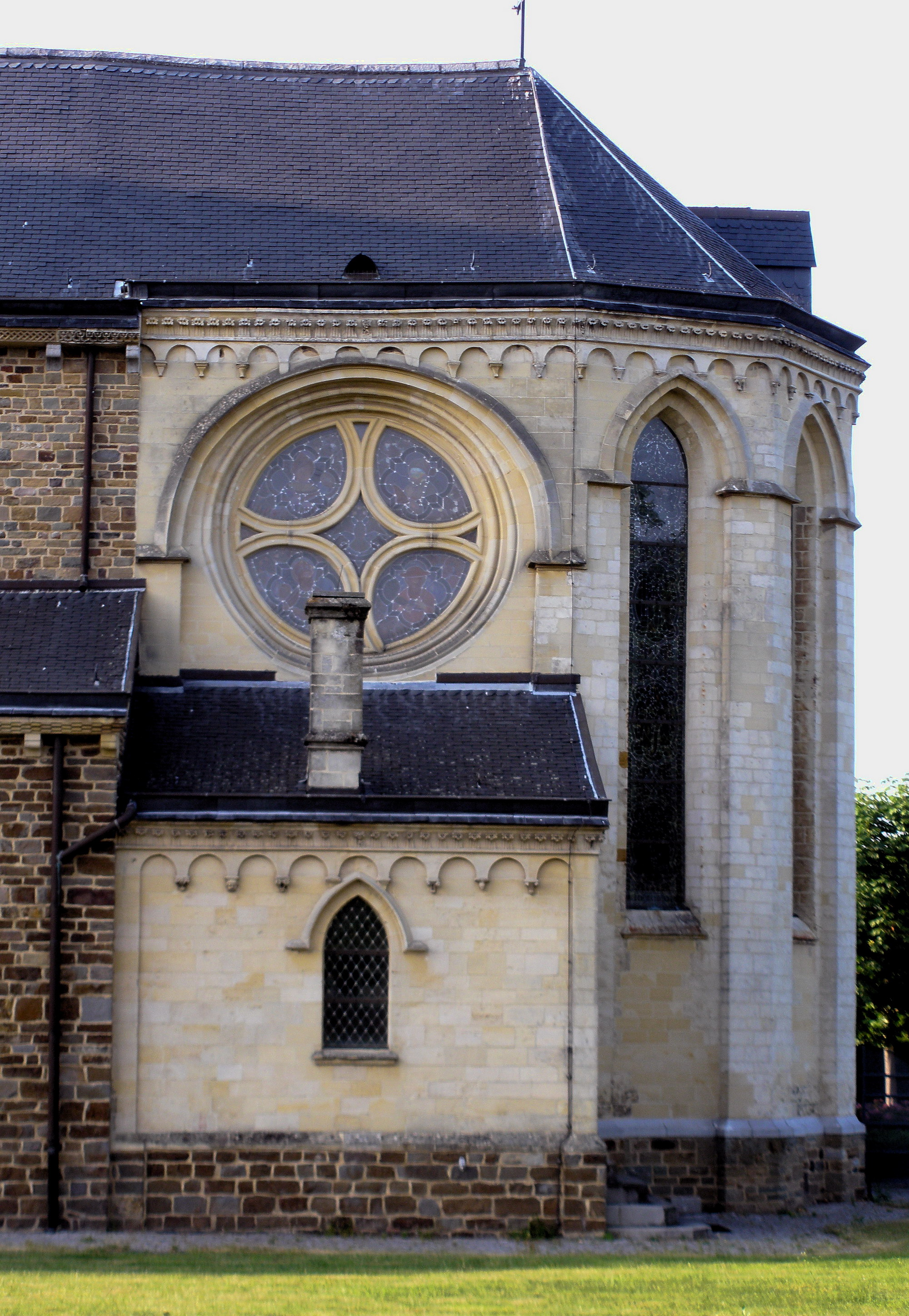
Het 15e-eeuwse koor

## Achterlating en verval, 1571–1850
De twee kerken in Aldeneik boden een strategisch voordeel aan vijandelijke troepen, zo bleek tijdens de belegeringen van Maaseik door de troonpretendenten Marck en Horne (1482–90). Bovendien barstte in 1566 de beeldenstorm los boven de Nederlanden. De toenemende onveiligheid noopte prins-bisschop Groesbeek tot het bevel om het kapittel te hervestigen binnen de wallen van Maaseik (4 november 1570). Aldus trokken de kanunniken enkele maanden later, in een plechtige processie, de stad binnen. Rondom de reeds bestaande St.-Catharinakerk waren intussen hun nieuwe woningen gebouwd.
In Aldeneik werden de abdijgebouwen en de St.-Pieterskerk gesloopt. De munsterkerk werd wel gespaard, en in gebruik genomen als nieuwe parochiekerk. Terwijl ze oorspronkelijk gewijd was aan de O.L.V., werd ze nu omgedoopt tot St.-Annakerk. Deze kerk was echter te groot voor het kleine dorp. Ongebruikte gedeelten werden niet onderhouden en traden in verval. Het kerkje dat in de 19e eeuw resteerde, werd in 1876 van overheidswege beschermd. Restauratiewerken van 1854–57, 1875 en 1890 behoedden het gebouw voor een totale instorting. Tijdens de werken trof men de schrijnen aan (1855) waarin ooit de gebeenten van Harlindis en Relindis rustten.

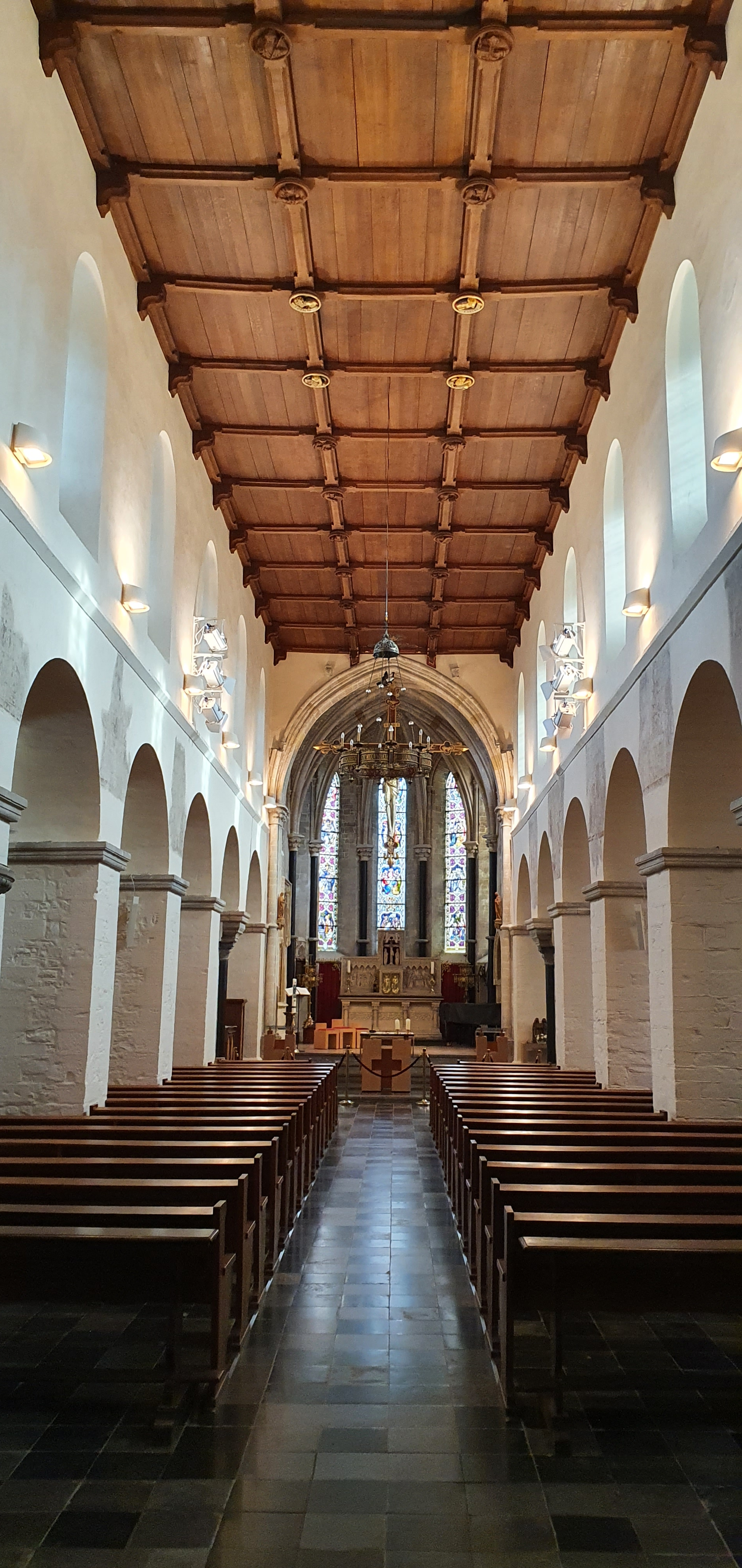
Interieur
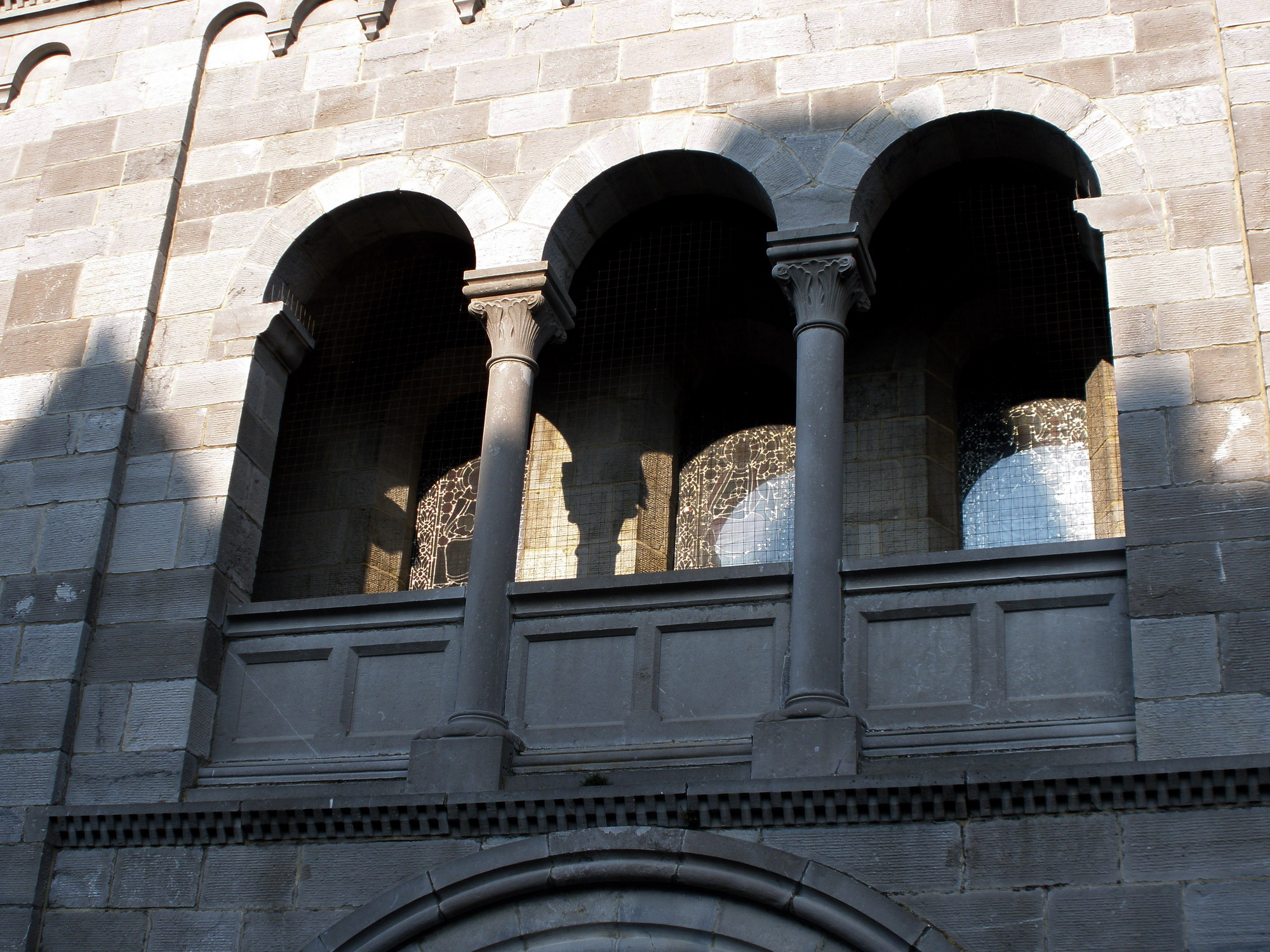
Galerij aan de voorzijde

## Schatten van de abdij
De schatten van de Abdij van Aldeneik worden bewaard in de schatkamer van de Sint-Catharinakerk in Maaseik. De kostbare voorwerpen werden werden in de tijd van de beeldenstorm in 1570 door de kanunniken mee verhuisd naar deze Sint-Catharinakerk. Het gaat om de Codex Eyckensis uit de 8e eeuw, het oudste in België bewaarde boek. En verder een belangrijke collectie middeleeuws textiel en relikwieën toegeschreven aan de heiligen Harlindis en Relindis. Onder meer de oudste Angelsaksische stoffen ter wereld uit de 8e/9e eeuw, in Aldeneik terecht gekomen via de Angelsaksische missionarissen Willibrordus en Bonifatius. 

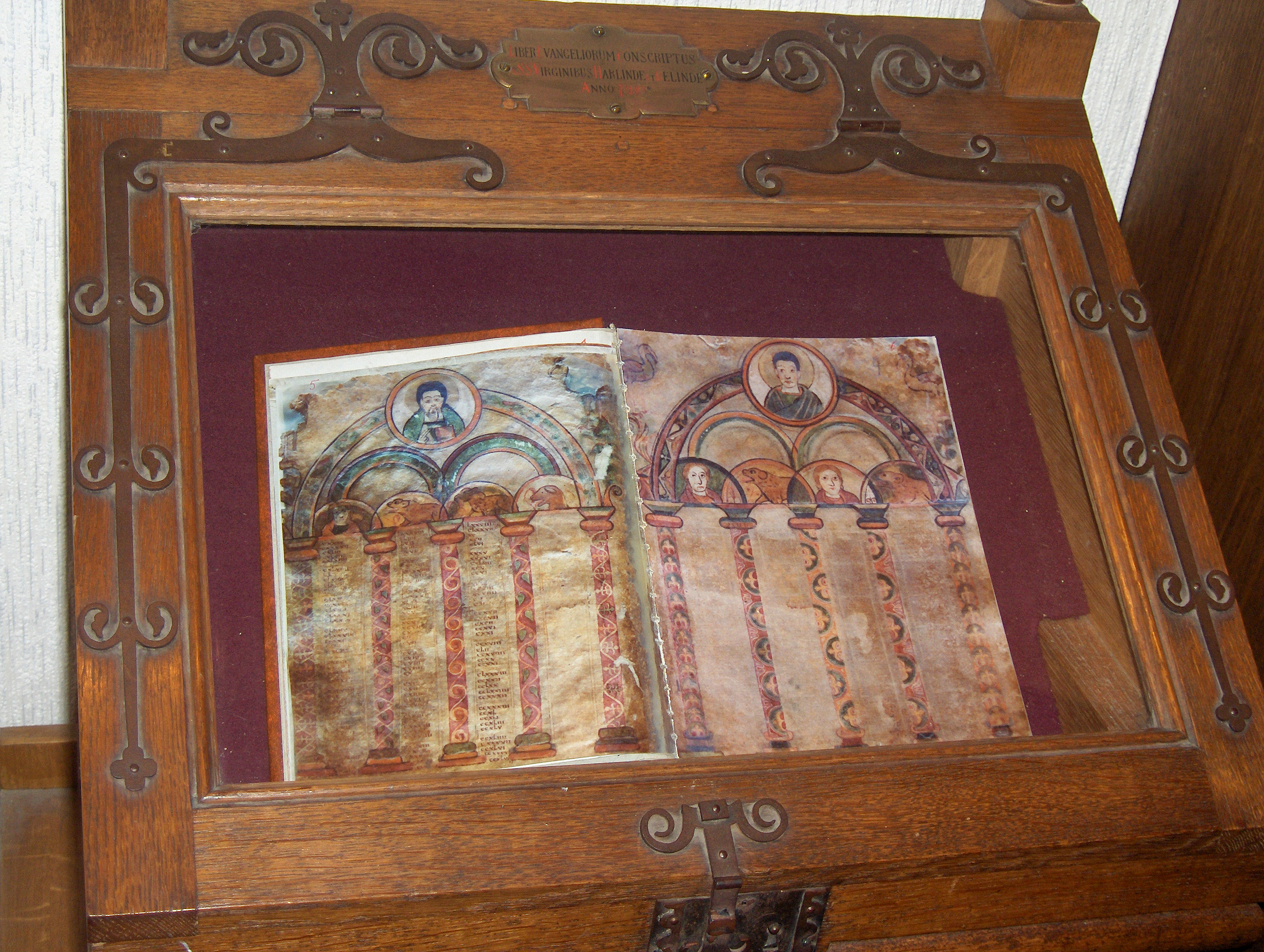
Codex Eyckensis (8e eeuw)
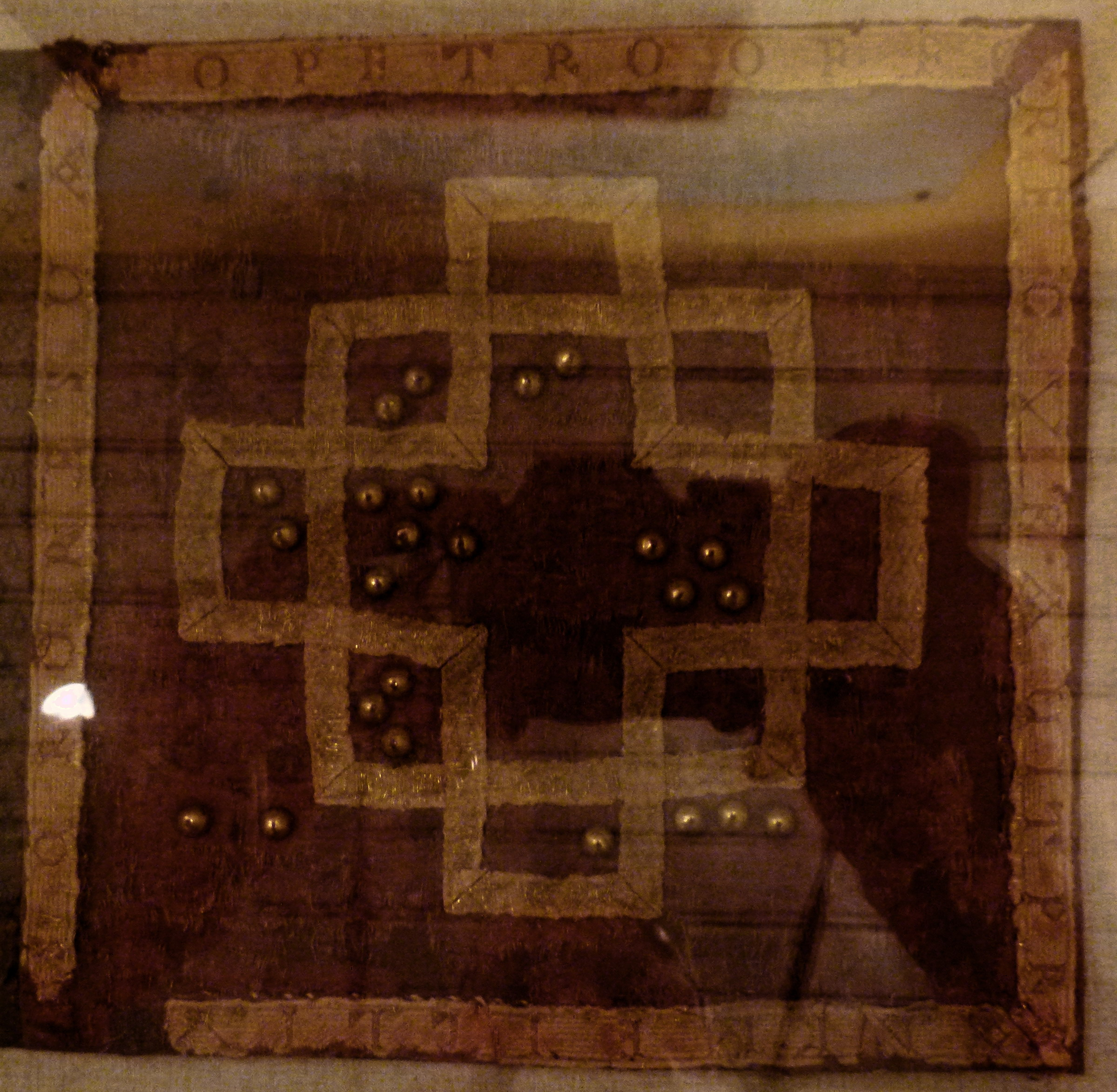
Deel van Velamen van Harlindis (stola in geborduurd zijde, 8e of 9e eeuw)
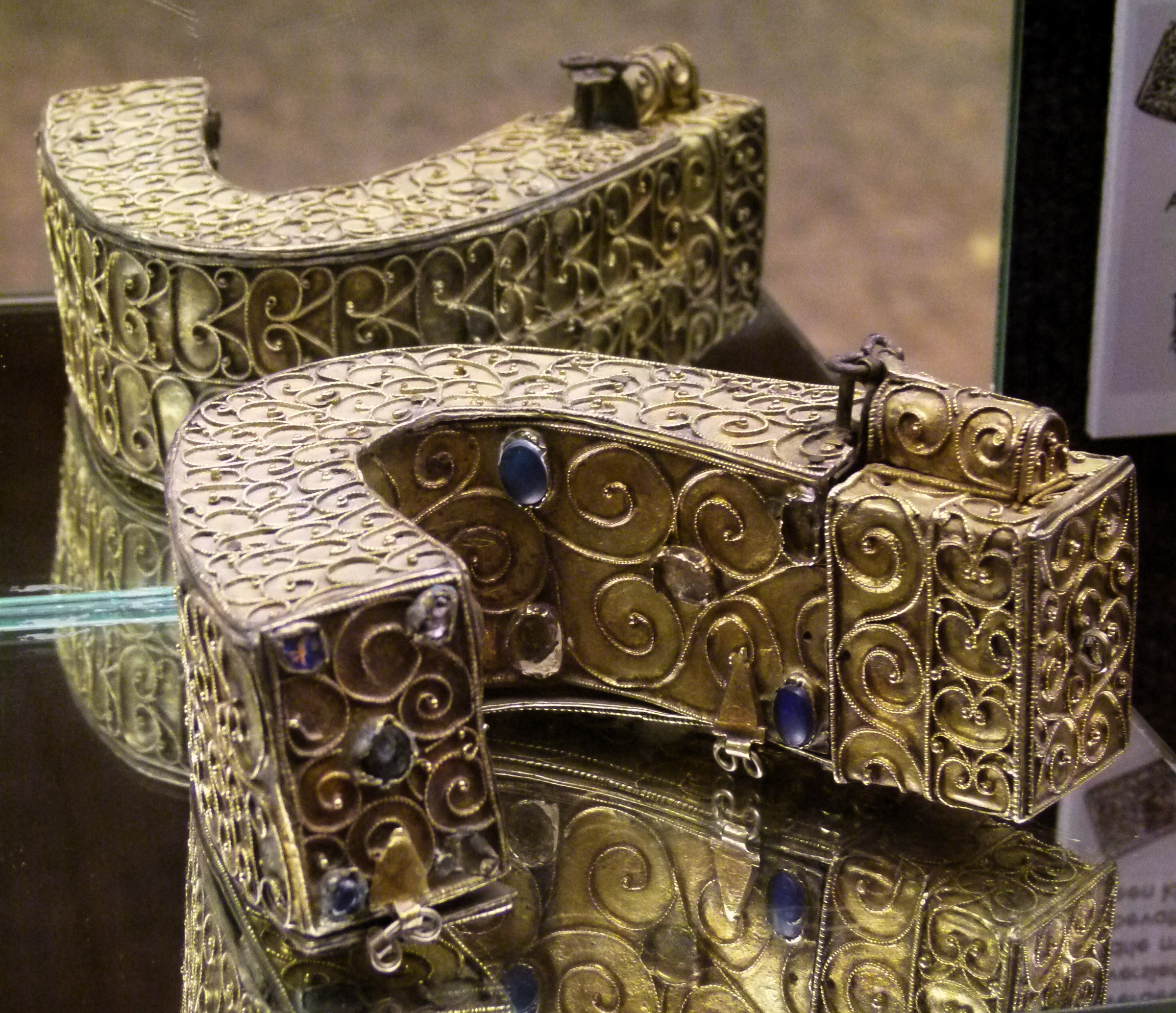
Arcula Maxilla reliekhouder (zilver 10e eeuw
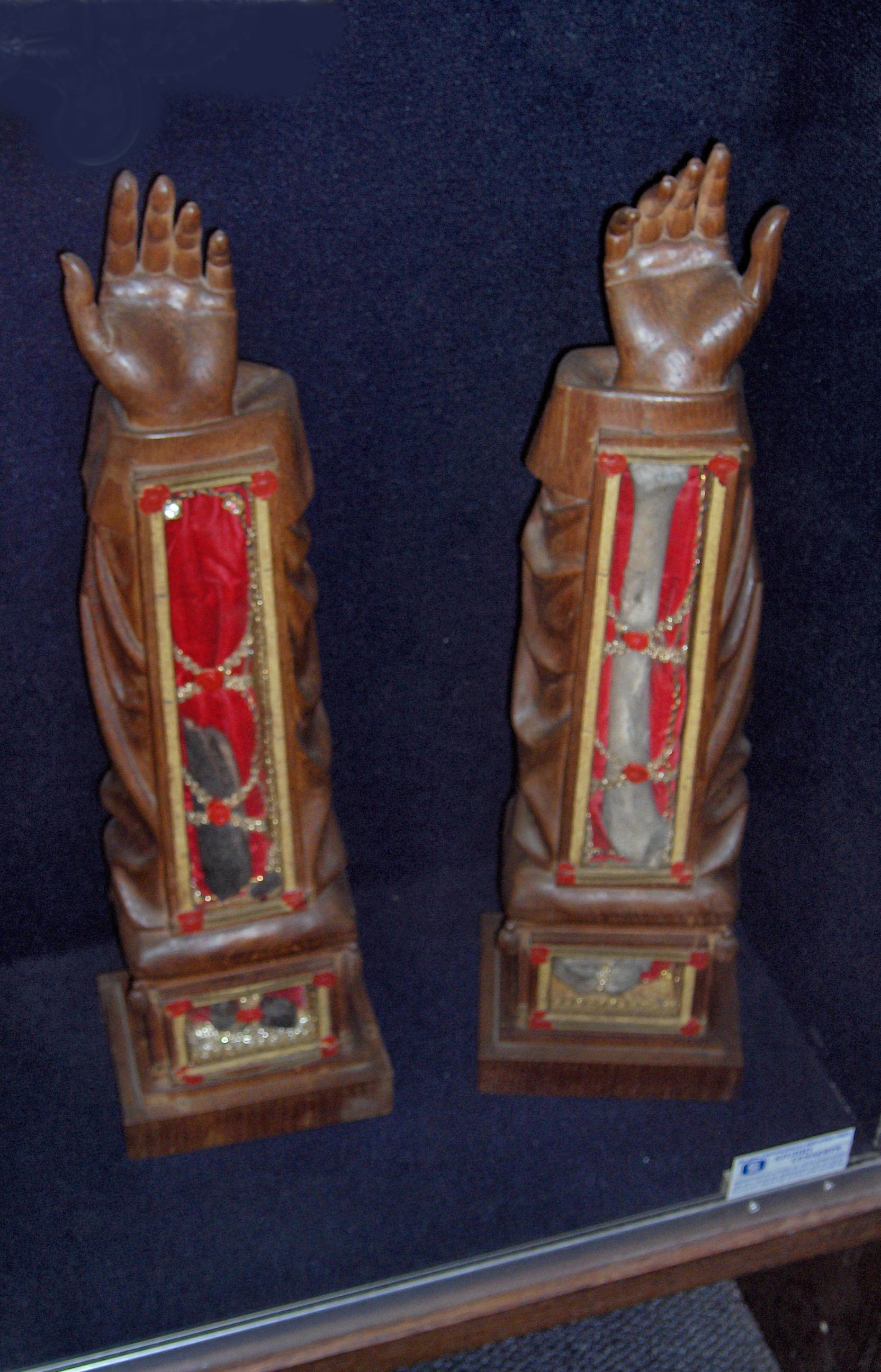
Gebeente van Harlindis en Relindis